# Isodon teysmannii
Isodon teysmannii là một loài thực vật có hoa trong họ Hoa môi. Loài này được (Miq.) H.W.Li mô tả khoa học đầu tiên năm 1988.